# Schlacht um Iwojima
Koordinaten: 24° 47′ 0″ N, 141° 19′ 0″ O
Die Schlacht um Iwojima wurde gegen Ende des Zweiten Weltkrieges im Rahmen des Pazifikkrieges zwischen den Streitkräften Japans und der USA um die nur knapp 24 Quadratkilometer große Insel Iwojima ausgetragen. Diese äußerst blutige und verlustreiche Schlacht währte vom 19. Februar bis zum 26. März 1945. Sie gilt heute als Paradebeispiel einer klassischen amphibischen Landeoperation.
Vor allem in den USA gilt sie als eine der bekanntesten Schlachten des Zweiten Weltkrieges, da die Kämpfe die höchste Verlustrate in der Geschichte des US Marine Corps verursachten. Das dort entstandene Bild Raising the Flag on Iwo Jima wurde zu einer der berühmtesten Kriegsfotografien überhaupt.

## Ziele der Schlacht
Die Bedeutung der zu den Ogasawara-Inseln (Bonininseln) gehörenden Insel Iwojima (heute: Iōtō) als Ausgangspunkt sowohl für taktische als auch strategische Luftoperationen war bereits im Verlauf der von den Marianen aus geplanten Bombenangriffe erkannt worden. Im Oktober 1944 gaben die Vereinigten Stabschefs der USA ihre Zustimmung zur Einnahme der nur knapp 24 km² großen Insel, um P-51-Mustang-Begleitjäger für die nach Japan fliegenden Bomber des Typs B-29 Superfortress stationieren zu können, außerdem sollte sie den getroffenen oder beschädigten Bombern als Notlandeplatz dienen. Die Lage der Insel, etwa 1000 km südlich von Tokio, eignete sich ideal für diese Zwecke, und die dortigen Flugplätze verfügten über drei Start- und Landebahnen (davon eine im Bau befindlich), von denen aus japanische Luftstreitkräfte bis dato ihre Angriffe gegen die US-Bomber flogen. Von hier aus wurde auch das Mutterland per Funk vor ankommenden Luftangriffen gewarnt, so dass Japan seine Jäger und Flak vorbereiten konnte. Zudem wurden die Boeing B-29-Bomber, die Iwojima ohne Begleitjäger überflogen, von den dort stationierten japanischen Kampfflugzeugen, wie z. B. der J2M Raiden, angegriffen.
Die japanischen Streitkräfte hatten erkannt, dass die überlegenen Angreifer in einem offenen Kampf an den Küsten der Insel nicht aufgehalten werden konnten. Deswegen verschanzten sie sich unter dem Oberbefehl von Generalleutnant Kuribayashi Tadamichi in einem umfangreichen Graben- und Tunnelsystem vor allem in den Hügeln, um einen versteckten Abwehrkampf gegen die US-Truppen zu führen und eine Eroberung der Insel unmöglich zu machen. Die Verteidiger hatten die Insel mit fast 30 Kilometer langen Tunneln, 5.000 Höhlen und Fallgruben versehen. Kuribayashi gab außerdem den Befehl, dass jeder Mann vor seinem eigenen Tod zehn Amerikaner töten solle. Ziel war es, die Invasion des japanischen Mutterlands zu verzögern und durch unnachgiebige Gegenwehr die Angreifer abzuschrecken und zu schwächen.

## Die Schlacht
Die Schlacht begann am 15. Februar 1945 mit einem dreitägigen Beschuss durch die Schiffsartillerie der Task Force 58 und Bombardierung durch Verbände der USAAF von den Marianen aus, was jedoch wegen des harten Gesteins der Insel nur geringe Schäden an den gut befestigten japanischen Stellungen verursachte. Um 8:30 Uhr des 19. Februar 1945 begann die Operation Detachment, die Landung von 30.000 Marineinfanteristen der 4. und 5. Marine-Infanterie-Divisionen des V. Amphibischen US-Korps an den Landungsabschnitten Green I, Red I, II, Yellow I, II und Blue I, II am Südostufer der Insel. In der Folge kam es zu schweren Gefechten, so dass am ersten Tag bereits etwa 2.400 Soldaten fielen.
Die US-Amerikaner hatten anfänglich große Schwierigkeiten mit dem lockeren, aufgewärmten Boden, der sämtliche Aktivitäten erschwerte, vom Entladen der Ausrüstung bis hin zum Kriechen der Infanteristen. Die zur Verstärkung eingetroffene 3. US-Marineinfanteriedivision erhöhte das Gedränge auf den amphibischen Landungszonen am Strand und verursachte dadurch zusätzliche Verluste.
Der erbitterte Widerstand der Verteidiger, bestehend aus 14.000 Mann der 109. Heeres-Division und 7.000 Soldaten der Bodenstreitkräfte der Kaiserlich Japanischen Marine führte dazu, dass US-amerikanische Generäle sogar den Einsatz von chemischen Waffen erwogen, was jedoch von Präsident Franklin D. Roosevelt kategorisch abgelehnt wurde.
Eines der am meisten umkämpften Gebiete war der die Landungsabschnitte überragende erloschene Vulkan Suribachi an der Südspitze der Insel. Gegen die starken japanischen Bunkeranlagen, die von über 200 Geschützstellungen gesichert wurden, halfen weder Granaten noch Bomben, so dass die Stellungen im Nahkampf mit Handgranaten und Flammenwerfern einzeln erobert werden mussten.
Die japanische Verteidigung war gut organisiert, da natürliche Höhlen ausgebaut und mit den Beobachtungsposten und Gefechtsstellungen durch Tunnel verbunden worden waren. Trotzdem konnten die Marineinfanteristen bereits am ersten Tag die Mitte der Insel überschreiten. Die japanischen Stellungen am Berg Suribachi wurden durch Zerstörung der unterirdischen Verbindungen im Laufe der folgenden Tage abgeschnitten. Die Soldaten des 28. US-Marineinfanterieregiments erstiegen kämpfend die von Schluchten durchzogenen Hänge des Vulkans und töteten die meisten der in den Höhlen verbliebenen Gegner mit Flammenwerfern.
Am 23. Februar erreichten 40 Soldaten, geführt von Oberleutnant Harold G. Schrier, den Gipfel und hissten eine US-Flagge. Diese Flagge wurde wenige Stunden später durch eine größere ersetzt. Ein dabei von Joe Rosenthal gefertigtes Foto – für welches er später den Pulitzerpreis bekam – wurde bereits kurz darauf unter dem Titel Raising the Flag on Iwo Jima berühmt und im Laufe der Jahre wahrscheinlich zu einem der am meisten reproduzierten Bilder.
Nach dem Verlust der Stellungen am Berg Suribachi zog der japanische Befehlshaber Kuribayashi seine Hauptmacht auf den Hügeln im Norden zusammen, von wo aus die Kämpfe mit Verbissenheit weitergeführt wurden. Kein einziger japanischer Unterstand wurde genommen, ehe nicht dessen Verteidiger tot waren. Stellungen wie die „Höhe 362“, welche aus einem riesigen Tunnelbau bestanden, wurden versiegelt, indem die Eingänge zugemauert wurden, wodurch die verbliebenen japanischen Soldaten eingeschlossen waren.
In der zweiten Märzwoche waren die japanischen Verteidiger an der Landspitze von Kitano zusammengedrängt. Die US-Soldaten kämpften sich bis zum nördlicheren Flugplatz Nr. 2 westlich der Höhe 382 durch und wurden durch drei Divisionen verstärkt. Am 16. März 1945 durchbrachen sie die japanische Verteidigungslinie. Gegen eine letzte Gruppe von rund 500 japanischen Soldaten setzten US-amerikanische Pioniere Minen ein, deren Explosionen die ganze Insel erschütterten. Die Insel wurde am 26. März 1945 für sicher erklärt, doch kam es auch danach immer wieder zu Scharmützeln mit japanischen Soldaten, die sich versteckt hatten. Bis Juni 1945 wurden noch 2.409 Japaner getötet oder gefangen genommen.
Die USA boten für die Einnahme von Iwojima eine unbekannte Anzahl von Flugzeugen und etwa 900 Schiffe auf. Sie setzten etwa 110.000 Soldaten ein, von denen 6.821 getötet und 19.217 verwundet wurden. Statt den veranschlagten fünf Tagen hatte die Invasion 36 Tage gedauert. 5.931 der Gefallenen waren Marines, was in der Geschichte des US Marine Corps die höchsten Verluste in einer Schlacht darstellt und fast ein Drittel aller im gesamten Zweiten Weltkrieg gefallener Marines ausmacht. Die wenigen Quadratkilometer von Iwojima verursachten so viele Verluste wie die Landung auf der größten Philippineninsel Luzon im Südwestpazifik – weshalb die oppositionelle Hearst-Presse verlangte, man solle dem für die Luzon-Eroberung zuständigen General, Douglas MacArthur, den Oberbefehl über den ganzen Pazifik geben, „denn er rette (wenigstens) das Leben seiner eigenen Leute“.
Auf Seiten der japanischen Verteidiger starben zwischen 19.845 und 20.375 Soldaten. Mindestens 1.083 Japaner ergaben sich und gerieten in Kriegsgefangenschaft, davon jedoch nur 219 während der eigentlichen Kämpfe. Der Verbleib des japanischen Befehlshabers, Tadamichi Kuribayashi, wurde nie geklärt. Er war noch während der Schlacht zum General befördert worden. Am 23. März 1945 lautete seine letzte Funkmitteilung an Tokio: „Alle Offiziere von Chichi Jima, ein Lebewohl von Iwo.“ Wie General Kuribayashi den Tod fand, ist unklar. Entweder beging er Seppuku oder wurde im Kampf getötet. Seine Leiche wurde nie gefunden.
Am 4. März konnte erstmals ein Superfortress-Bomber auf der Insel landen, und ab dem 11. März wurden Kampfflugzeuge auf dem südlichen Flugplatz stationiert. Bis zum Ende des Krieges am 15. August gab es 2.251 Landungen von Superfortress-Bombern auf Iwojima. Allerdings erlangte die Insel nie die erwartete strategische Bedeutung, derentwegen unter anderem die hohen Verluste in Kauf genommen worden waren.

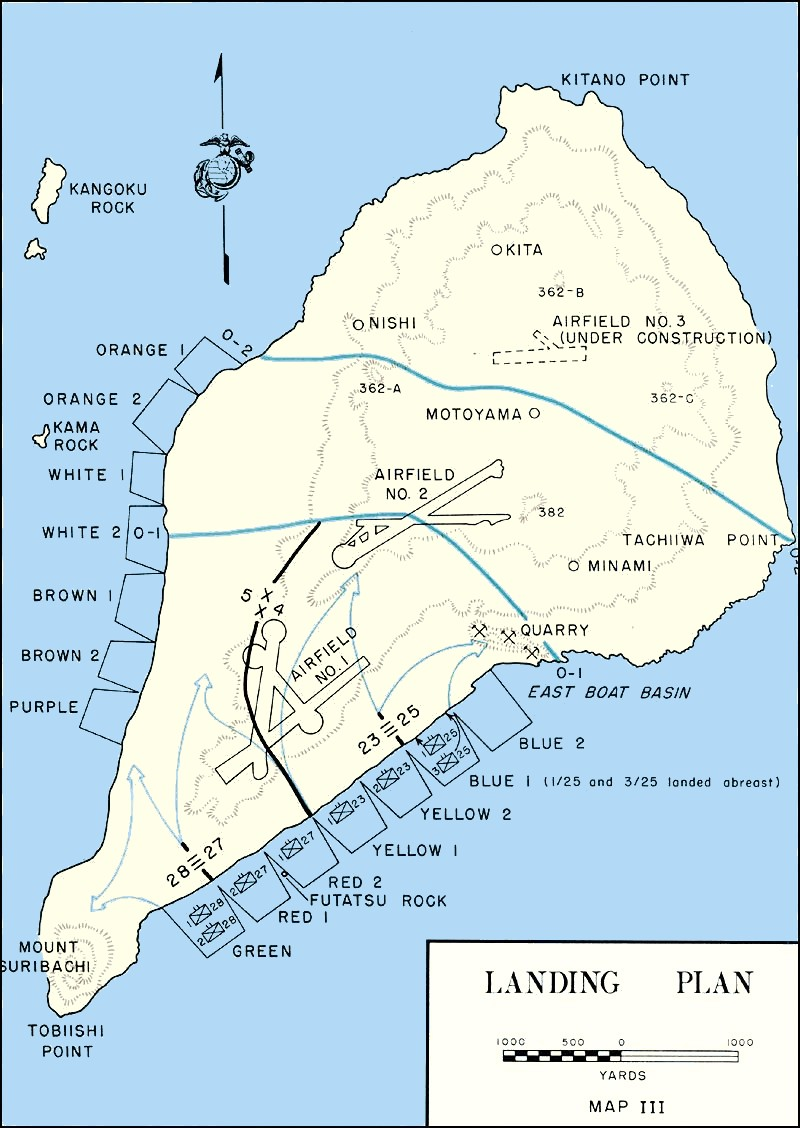
US-Karte zur Operation Detachment
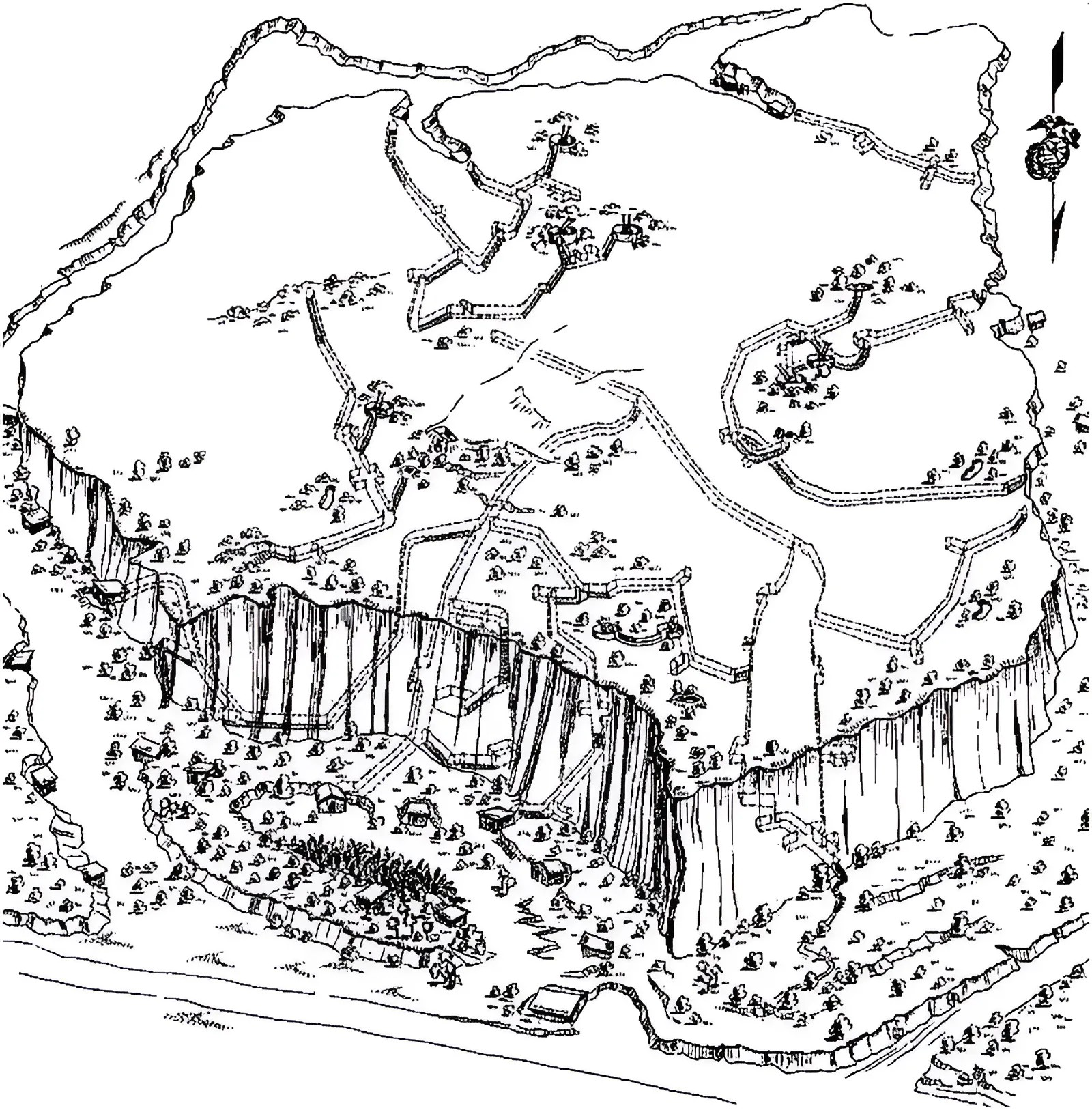
Das von japanischen Soldaten angelegte Tunnelsystem auf Iwojima (Zeichnung eines US-Soldaten)
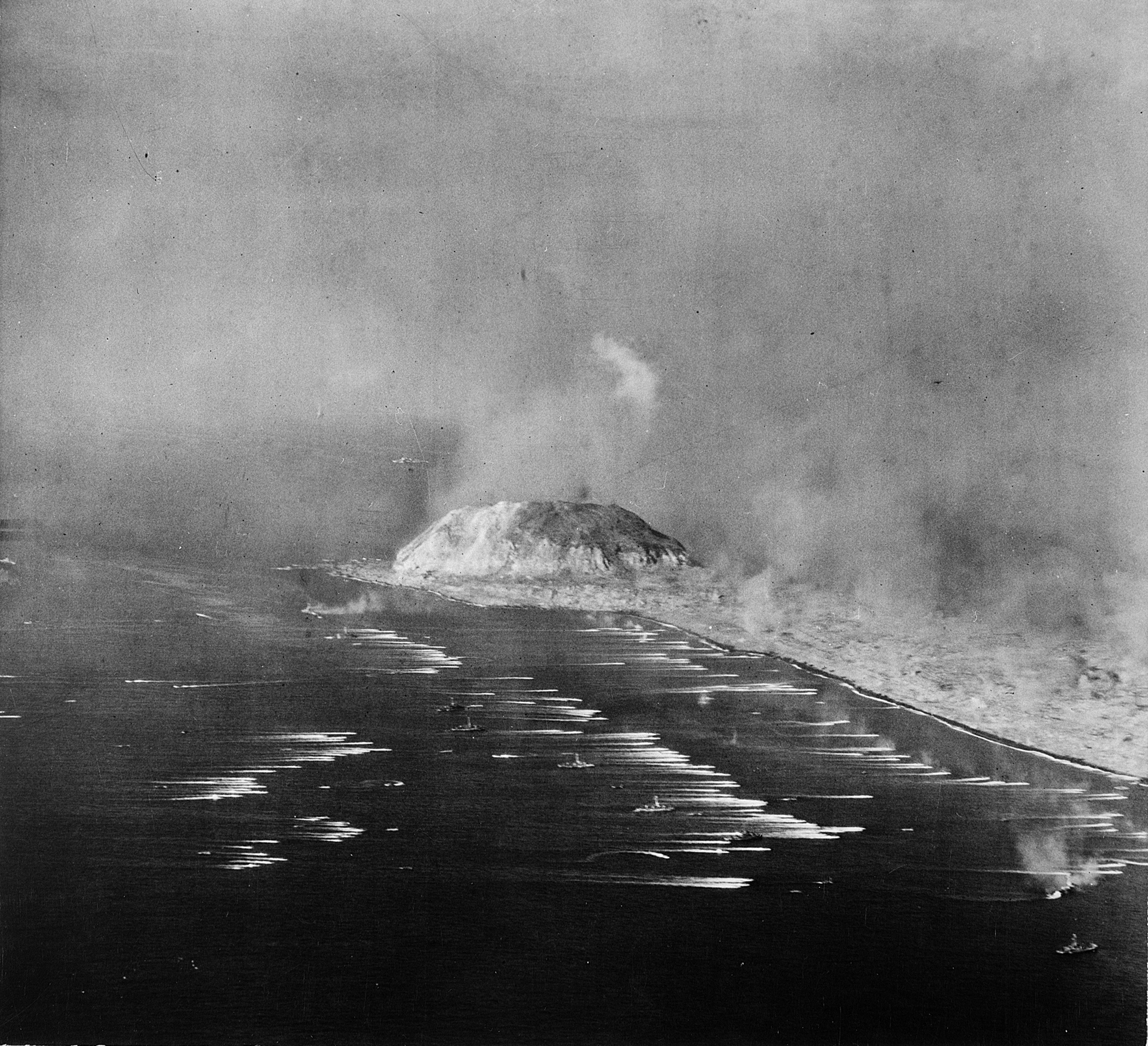
Teil der Invasionsflotte vor der Insel
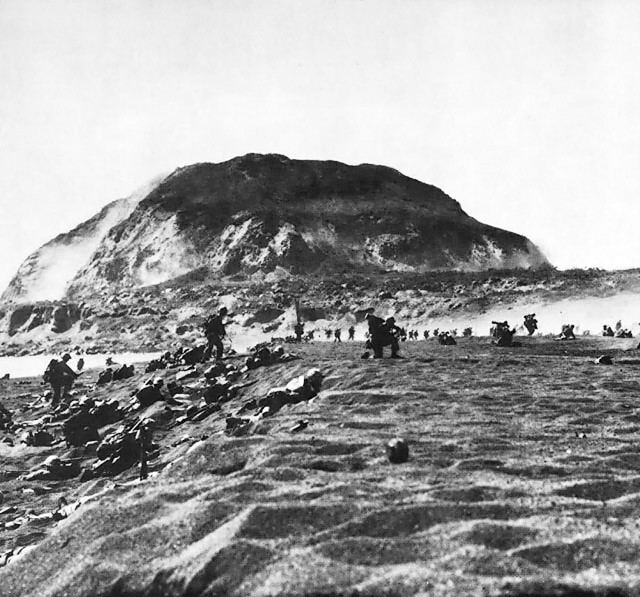
Marines der 5. Division in der Landezone, im Hintergrund der Suribachi
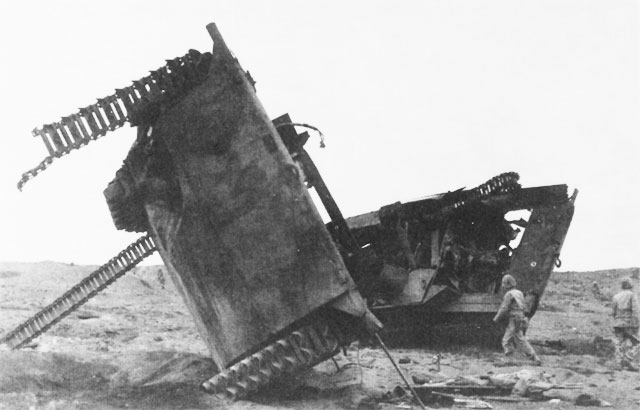
Zerstörte amerikanische Schwimmpanzer
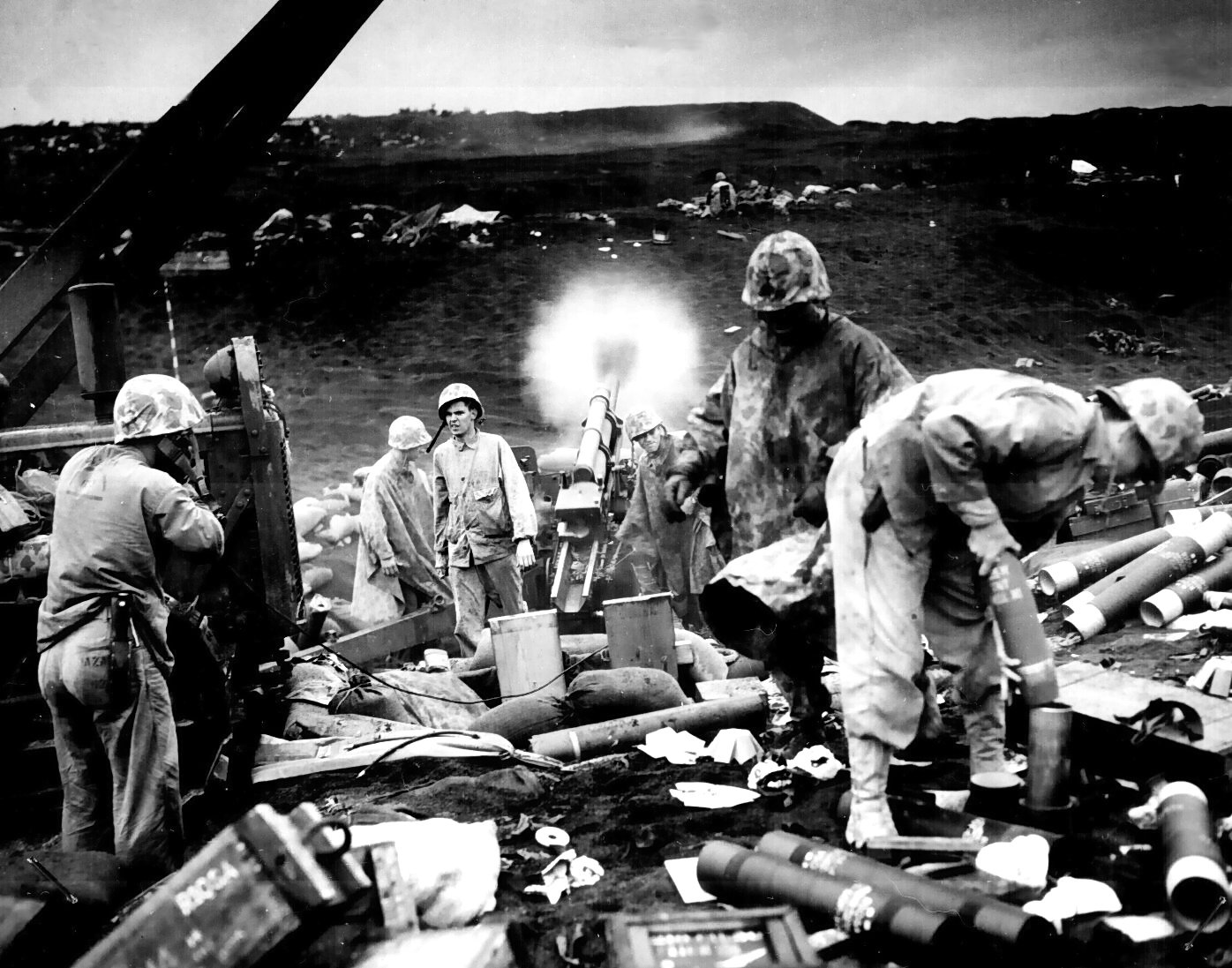
105-mm-Geschütz im schwarzen Sand von Iwojima

## Ehrungen

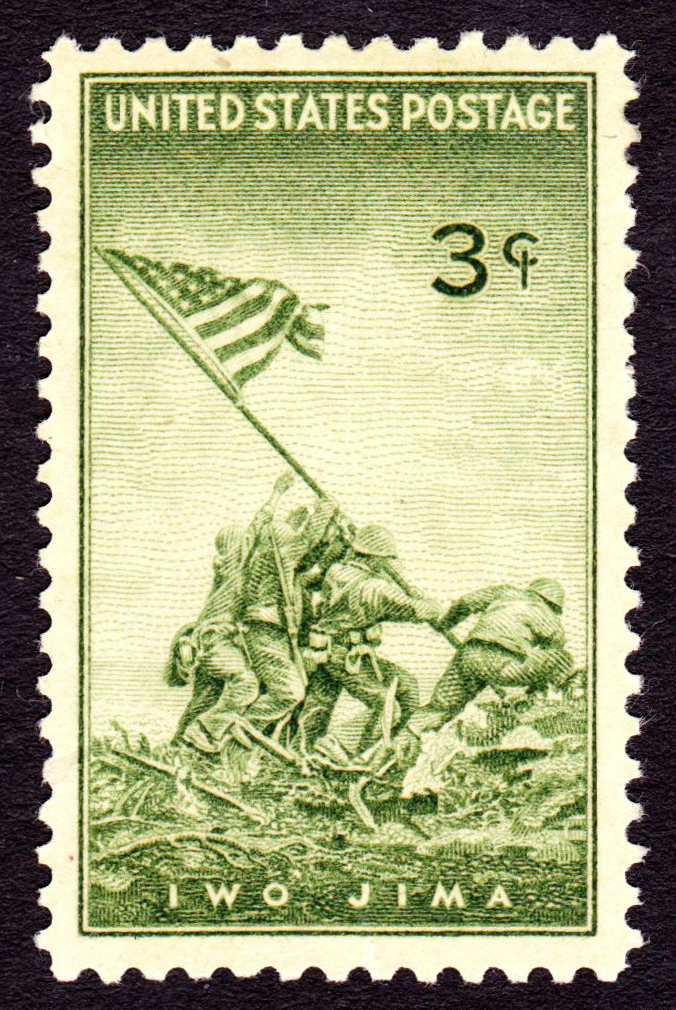
US-Briefmarke (1945)

27 Soldaten (23 Marines und vier Angehörige der US Navy) wurden für ihren Einsatz mit der Medal of Honor, der höchsten Tapferkeitsauszeichnung der US-Streitkräfte, geehrt. Rund ein Viertel aller im Zweiten Weltkrieg an das United States Marine Corps verliehenen Auszeichnungen jener Art betraf somit Teilnehmer dieser Schlacht.
Das berühmte Foto Raising the Flag on Iwo Jima inspirierte eine Briefmarke, die der United States Postal Service im Juli 1945 herausbrachte, und das United States Marine Corps War Memorial. 
Die US Navy gab mehreren Schiffen den Namen der Insel, darunter auch dem Hubschrauberträger Iwo Jima. Von diesem Hubschrauberträger wurden sieben Schiffe gebaut (Iwo-Jima-Klasse).

## Film
- To the Shores of Iwo Jima, Dokumentarfilm, USA 1945.
- Du warst unser Kamerad, Spielfilm, USA 1949, Regie: Allan Dwan, Darsteller: John Wayne, John Agar, Adele Mara
- Heroes of Iwo Jima, Fernseh-Dokumentation, USA 2001, Regie: Lauren Lexton, Erzähler: Gene Hackman
- Flags of Our Fathers, Spielfilm (aus Sicht der US-Amerikaner), USA 2006, Regie: Clint Eastwood
- Letters from Iwo Jima, Spielfilm (aus Sicht der Japaner), USA 2006, Regie: Clint Eastwood
- The War, Fernseh-Dokumentation, USA 2006, In der Episode: Furchtbare Entscheidungen
- The Pacific, Miniserie, USA 2010, ausführende Produzenten: Tom Hanks, Steven Spielberg